# Syrbula
Syrbula is een geslacht van rechtvleugeligen uit de familie veldsprinkhanen (Acrididae). De wetenschappelijke naam van dit geslacht is voor het eerst geldig gepubliceerd in 1873 door Stål.

## Soorten
Het geslacht Syrbula omvat de volgende soorten:
- Syrbula admirabilis Uhler, 1864
- Syrbula festina Otte, 1979
- Syrbula montezuma Saussure, 1861